# Camaridium inflexum
Camaridium inflexum är en orkidéart som beskrevs av John Lindley. Camaridium inflexum ingår i släktet Camaridium och familjen orkidéer. Inga underarter finns listade i Catalogue of Life.